# Diều ăn sên
Diều mỏ sên (danh pháp hai phần: Rostrhamus sociabilis) là một loài chim thuộc Họ Ưng (Accipitridae).

## Mô tả

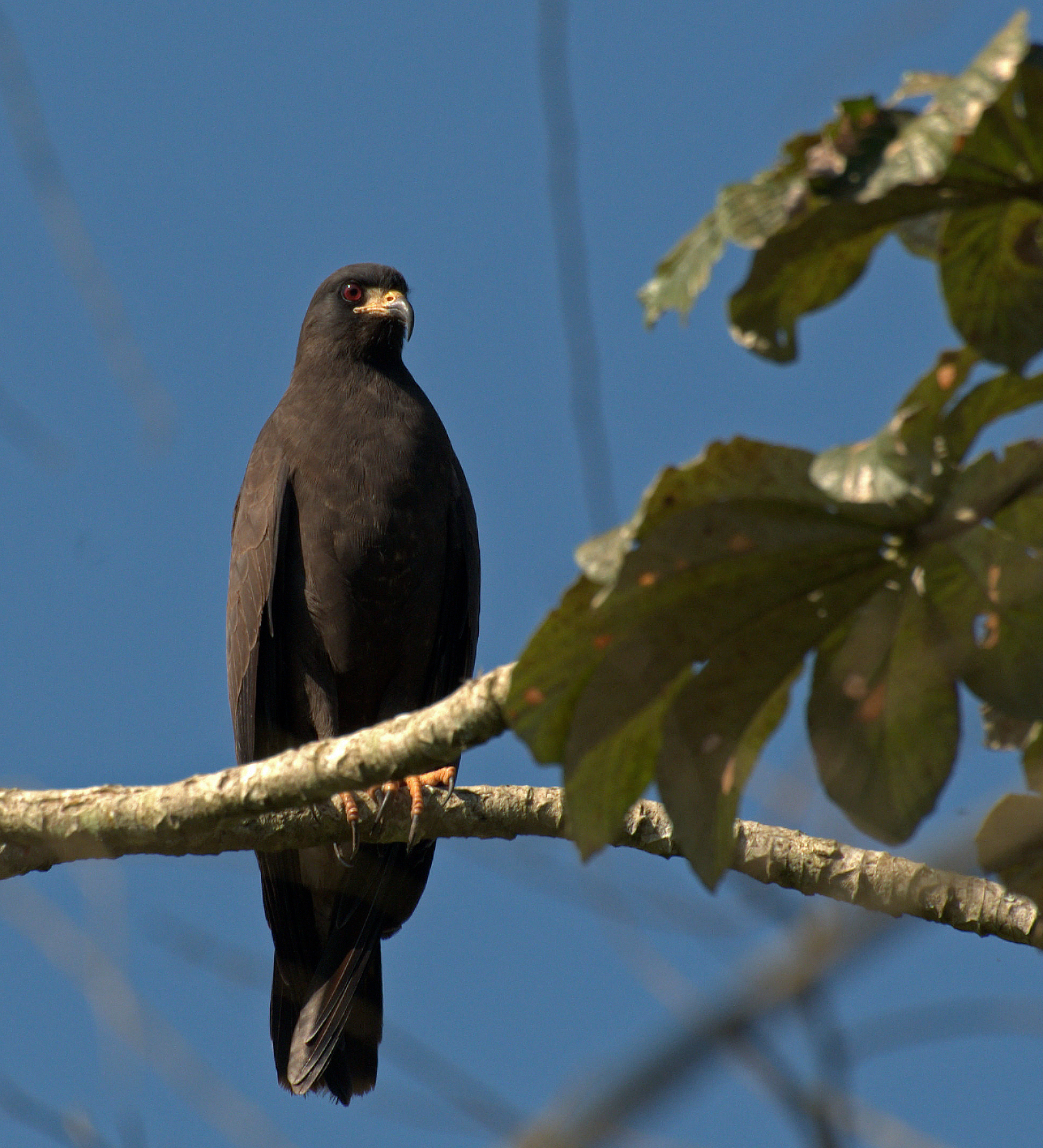
Con trống trưởng thành ở Sao Paulo, Brazil

Diều ăn sên có kích thước dài 36 đến 45 cm (14 đến 18 in) và sải cánh 120 cm (47 in) wingspan. Chúng nặng từ 300 đến 570 gam (11 đến 20 oz). Chúng có cánh rộng, dài và tròn. Nó có đuôi dài. Mỏ của các loài diều này rất cong và khỏe.
Loài này sinh sống ở Nam Mỹ nhiệt đới, Caribea, trung và nam Florida ở Hoa Kỳ.
Đây là loài nguy cơ địa phương ở Florida Everglades, với số lượng ít hơn 400 cặp sinh sản.

## Phân loài
- Rostrhamus sociabilis major: México, Guatemala
- Rostrhamus sociabilis plumbeus: Florida, Cuba
- Rostrhamus sociabilis sociabilis: Honduras, Nicaragua, Brasil